# Светски дан вида
Светски дан вида се сваке године обележава другог четвртка у октобру са циљем да се подигне свест грађана о глобалном проблему слепоће и слабовидости, као и рехабилитацији слепих особа. Установљен је 2000. године, а одржава се под покровитељством Светске здравствене организације. Међународна агенција за превенцију слепила има водећу улогу у припреми кампање на глобалном нивоу.
Рачуна се да у свету има око 285 милиона људи са слабим видом, од којих је 39 милиона слепо, док преосталих 246 милиона има умерено или тешко оштећење вида. У свету 18 милиона људи има слепило од катаракте на оба ока, од којих 50 одсто њих живи у неразвијеним земљама, док свега 5 одство у развијеним. Глауком је други по реду узрочник слепила. Очекује се да ће 2020. године 80 милиона људи у свету имати глауком, што је 20 милиона више него 2010.

## Глобални слогани или „позиви на акцију“ за Светски дан вида
| 2000 |                                              |
| 2001 |                                              |
| 2002 |                                              |
| 2003 |                                              |
| 2004 |                                              |
| 2005 | Право на вид                                 |
| 2006 | Слаб вид                                     |
| 2007 | Вид за децу                                  |
| 2008 | Борба против оштећења вида у каснијем животу |
| 2009 | Род и здравље очију                          |
| 2010 | Одбројавање до 2020.                         |
| 2011 |                                              |
| 2012 |                                              |
| 2013 | Универзално здравље очију                    |
| 2014 | Нема више слепила које се може избећи        |
| 2015 | Нега очију за све                            |
| 2016 | Заједно јачи                                 |
| 2017 | Да вид буде важан                            |
| 2018 | Нега очију свуда                             |
| 2019 | Вид на првом месту                           |
| 2020 | Нада у вид                                   |